# Agonum cycliferum
Agonum cycliferum är en skalbaggsart som beskrevs av Bates. Agonum cycliferum ingår i släktet Agonum och familjen jordlöpare. Inga underarter finns listade i Catalogue of Life.